# Roberto Bonomi
Roberto Bonomi (n. 30 septembrie 1919, Buenos Aires, Argentina – d. 10 ianuarie 1992, Buenos Aires, Argentina) a fost un pilot de Formula 1. De-a lungul carierei a luat startul în 1 cursă, niciuna din pole-position. Nu a câștigat nicio cursă și nu a terminat niciodată pe podium, acumulând 0 puncte în întreaga activitate ca pilot de Formula 1.